# Ophiorrhiza communis
Ophiorrhiza communis är en måreväxtart som beskrevs av Henry Nicholas Ridley. Ophiorrhiza communis ingår i släktet Ophiorrhiza och familjen måreväxter. Inga underarter finns listade i Catalogue of Life.